# Тишма, Александр
Александр Тишма (серб. Александар Тишма, сербохорв.  Aleksandar Tišma, 16 января 1924, Хоргош — 16 февраля 2003, Нови-Сад, Сербия) — сербский писатель.

## Биография
Окончил гимназию в Новом Саду (1942). Учился в Будапештском университете (1942—1943), изучал экономику и романскую филологию. В декабре 1944 вступил в Народно-освободительную армию Югославии, демобилизовался в ноябре 1945. Занимался журналистикой, работал в ежедневной газете Борьба, в журнале Летопись Матицы сербской. Закончил филологический факультет Белградского университета, получил диплом англиста (1954).
Встав в оппозицию к режиму Милошевича, с 1993 жил в Париже. В октябре 2000 вернулся в Нови-Сад — город, в обстановке которого чаще всего разворачиваются сюжеты его прозы.

## Творчество
Дебютировал книгой стихов (1956). Выступал как сценарист в кино и на телевидении. Переводил с немецкого и венгерского языков (автобиографию С. Цвейга, произведения Тибора Дери, Имре Кертеса и др.).

### Избранные произведения
Поэзия
- Обитаемый мир/ Naseljeni svet (1956)
- Корчма/ Krčma (1961)

Новеллы
- Насилие/ Nasilje (1965)
- Возвращенный мир/ Povratak miru (1977)
- Школа безбожия/ Škola bezbožništva (1978)
- Мертвый ангел/ Mrtvi ugao (1980)
- Ночь тысяча вторая/ Hiljadu i druga noć (1987)
- Ненаписанный рассказ/ Nenapisana priča (1989)
- Виновные/ Krivice (1990)
- Oko svoje ose (2001)

Романы
- По следам брюнетки/ Za crnom devojkom (1969)
- Книга Блама/ Knjiga o Blamu (1972)
- Употребление человека/ Upotreba čoveka (1976, Премия журнала NIN)
- Беглецы/ Begunci (1981)
- Вера и предательство/ Vere i zavere (1983)
- Капо/ Kapo (1987)
- Широкие врата/ Široka vrata (1989)
- Нашим любимым/ Koje volimo (1990)
- Женолюб/ Ženarnik (опубл. 2010)

Пьесы
- Разрешенные игры / Dozvoljene igre (2000)

Путевые записки
- У других/ Drugde: putopisi (1996)

Автобиографические сочинения
- Sečaj se večkrat na Vali (2000)

Дневники
- Dnevnik 1942—1951 (1991)
- Dnevnik 1942—2001 (2004)

Эпистолярий
- Pisma Sonji (2006, письма жене)

## Признание
Член-корреспондент (1979), а затем действительный член Воеводинской академии наук и искусств, член Сербской академии (до 1992). Член Берлинской академии художеств (с 2002). Премия Народной библиотеки Сербии (1978), премия Иво Андрича (1979), Австрийская государственная премия по европейской литературе (1996), Лейпцигская книжная премия за вклад в европейское взаимопонимание (1996) и др. награды. Кавалер французского ордена «За заслуги» (1997) и ордена Почётного легиона.
Книги писателя, включая автобиографические сочинения, дневники и путевые записки, переведены на основные европейские языки. Критика причисляет его, наряду с Милошем, Д.Кишем, Д.Конрадом, к крупнейшим литературным фигурам Центральной Европы (нем. Mitteleuropa), на родине его называют одним из наиболее значительных сербских прозаиков.
Сербское издательство Академическая книга выпускает полное собрание сочинений писателя, которое предположительно составит 27 томов.